# Claret, Hérault
Claret är en kommun i departementet Hérault i regionen Occitanien i södra Frankrike. Kommunen ligger i kantonen Claret som tillhör arrondissementet Montpellier. År 2022 hade Claret 1 697 invånare.

## Befolkningsutveckling
Antalet invånare i kommunen Claret
Referens:INSEE